# The Golden River
The Golden River (Nederlands: De gouden rivier) is een stripverhaal van Carl Barks, oorspronkelijk uitgekomen op 21 november 1957. Het verhaal speelt zich gedeeltelijk af in Duckstad en voor een deel in een vallei ergens daarbuiten. 
Het verhaal kwam voor het eerst uit in juni 1958, in nr. 22 van het Amerikaanse stripblad Uncle Scrooge (destijds uitgegeven door Dell Comics). Het telt 26 pagina's, een pagina werd door Barks weggelaten. In 1985 verscheen het verhaal in het Nederlands in afleveringen in Donald Duck. Een jaar later kwam het uit als een van de verhalen in album 30 van Oom Dagobert, avonturen van een Steenrijke Eend.
Het verhaal bevat een verwijzing naar The King of the Golden River, een fantasyverhaal uit 1841 van John Ruskin.

## Verhaal
Als gevolg van het slechte microklimaat in het geldpakhuis van Dagobert Duck worden de bankbiljetten hier steeds kleiner. Dagobert is bang dat zijn vermogen hierdoor in waarde zal dalen, hij raakt compleet overstuur en wordt depressief. Als Donald Duck en Kwik, Kwek en Kwak even later bij Dagobert langskomen en hem vragen om een kleine financiële bijdrage voor een nog op te richten club voor kinderen in nood, raakt Dagobert nog verder ontstemd en hij jaagt hen meteen weg. 
Dan denken de drie neefjes een oplossing te hebben voor Dagoberts probleem: ze hopen het papiergeld weer zijn normale grootte te geven door een grote hoeveelheid hete lucht het pakhuis in te blazen. Dagobert is bereid alsnog de donatie voor de club te geven als dit plan slaagt. Het gaat echter compleet mis en het pakhuis explodeert. Dagobert ligt door de explosie tijdelijk in het ziekenhuis.
De arts zegt dat Dagobert er een tijdlang helemaal tussenuit moet om volledig te ontspannen. Dagobert gaat op vakantie naar een afgelegen vallei met een waterval, Donald en de neefjes gaan mee om hem in de gaten te kunnen blijven houden. Op het moment dat de neefjes het verhaal van Ruskin lezen, komt er ineens goud uit de waterval, precies zoals in het sprookje. Donald en de neefjes ontdekken dat er bovenaan de waterval een warmtebron is waaruit af en toe wat goudpoeder ontsnapt. Ze bedenken een list; ze laten Oom Dagobert geloven dat er een gnoom is die de controle heeft over de waterval. Dagobert moet van deze gnoom eerst vrijgevig zijn en dus de donatie voor de club doen voordat er opnieuw goud uit de waterval stroomt. Ondertussen blokkeren Donald en de neefjes stiekem de warmtebron, zodat er alleen gewoon water uit de waterval komt.
Uiteindelijk komt Dagobert echter zelf tot inkeer en hij besluit om niet alleen de financiële bijdrage te doen, maar ook zelf mee te helpen bij de bouw van het tehuis voor de nieuwe club. Dan gebeurt er iets heel merkwaardigs: de waterval verandert van zichzelf opnieuw in goud en dit blijft deze keer stromen, ook al hebben Donald en de neefjes nog niets gedaan om de warmtebron weer te activeren.